# Nadine Broersen
Nadine Broersen (ur. 29 kwietnia 1990 w Hoorn) – holenderska lekkoatletka, wieloboistka.
W 2009 była piąta na mistrzostwach Europy juniorów w Nowym Sadzie. Na dziewiątym miejscu zakończyła rywalizację podczas rozgrywanych latem 2011 młodzieżowych mistrzostw Starego Kontynentu. Rok później reprezentowała Holandię na igrzyskach olimpijskich w Londynie, gdzie uplasowała się na 12. miejscu. Dwunasta zawodniczka halowych mistrzostw Europy z 2013. Na początku 2014 została halową mistrzynią świata w pięcioboju. Srebrna medalistka mistrzostw Europy w Zurychu (2014). Rok później uplasowała się tuż za podium światowego czempionatu w Pekinie. Uczestniczka mistrzostw Starego Kontynentu oraz igrzysk olimpijskich w Rio de Janeiro (2016), w których nie odniosła znaczących sukcesów. W 2017 zajęła piąte miejsce w halowych mistrzostwach Europy w Belgradzie, natomiast kilka miesięcy później nie ukończyła rywalizacji siedmioboistek podczas światowego czempionatu w Londynie.
Medalistka mistrzostw Holandii (w różnych konkurencjach) oraz reprezentantka kraju w pucharze Europy w wielobojach i drużynowym czempionacie Europy.

## Osiągnięcia
| Rok  | Impreza                              | Miejsce        | Konkurencja | Lokata      | Wynik     |
| ---- | ------------------------------------ | -------------- | ----------- | ----------- | --------- |
| 2009 | Mistrzostwa Europy juniorów          | Nowy Sad       | siedmiobój  | 5. miejsce  | 5456 pkt. |
| 2010 | I liga pucharu Europy w wielobojach  | Hengelo        | siedmiobój  | 5. miejsce  | 5842 pkt. |
| 2011 | I liga drużynowych mistrzostw Europy | Izmir          | skok wzwyż  | 7. miejsce  | 1,85      |
| 2011 | Młodzieżowe mistrzostwa Europy       | Ostrawa        | siedmiobój  | 9. miejsce  | 5740 pkt. |
| 2012 | Igrzyska olimpijskie                 | Londyn         | siedmiobój  | 12. miejsce | 6319 pkt. |
| 2013 | Halowe mistrzostwa Europy            | Göteborg       | pięciobój   | 12. miejsce | 3707 pkt. |
| 2013 | I liga pucharu Europy w wielobojach  | Nottwil        | siedmiobój  | 1. miejsce  | 6238 pkt. |
| 2013 | Mistrzostwa świata                   | Moskwa         | siedmiobój  | 10. miejsce | 6224 pkt. |
| 2014 | Halowe mistrzostwa świata            | Sopot          | pięciobój   | 1. miejsce  | 4830 pkt. |
| 2014 | Mistrzostwa Europy                   | Zurych         | siedmiobój  | 2. miejsce  | 6498 pkt. |
| 2015 | Halowe mistrzostwa Europy            | Praga          | pięciobój   | –           | DNF       |
| 2015 | Mistrzostwa świata                   | Pekin          | siedmiobój  | 4. miejsce  | 6491 pkt. |
| 2016 | Mistrzostwa Europy                   | Amsterdam      | siedmiobój  | –           | DNF       |
| 2016 | Igrzyska olimpijskie                 | Rio de Janeiro | siedmiobój  | 13. miejsce | 6300 pkt. |
| 2017 | Halowe mistrzostwa Europy            | Belgrad        | pięciobój   | 5. miejsce  | 4582 pkt. |
| 2017 | I liga drużynowych mistrzostw Europy | Monzón         | siedmiobój  | 1. miejsce  | 6326 pkt. |
| 2017 | Mistrzostwa świata                   | Londyn         | siedmiobój  | –           | DNF       |
| 2019 | Mistrzostwa świata                   | Doha           | siedmiobój  | 6. miejsce  | 6392 pkt. |
| 2021 | Halowe mistrzostwa Europy            | Toruń          | pięciobój   | 10. miejsce | 3556 pkt. |
| 2021 | Igrzyska olimpijskie                 | Tokio          | siedmiobój  | –           | DNF       |

## Rekordy życiowe
| Konkurencja                           | Wynik     | Miejsce | Rok  | Uwagi           |
| ------------------------------------- | --------- | ------- | ---- | --------------- |
| Bieg na 60 metrów przez płotki (hala) | 8,31      | Praga   | 2015 |                 |
| Skok wzwyż (stadion)                  | 1,94 m    | Zurych  | 2014 | rekord Holandii |
| Skok wzwyż (hala)                     | 1,93 m    | Sopot   | 2014 | rekord Holandii |
| Pięciobój (hala)                      | 4830 pkt. | Sopot   | 2014 | rekord Holandii |
| Siedmiobój                            | 6539 pkt. | Toruń   | 2014 |                 |